# Nanã
Nanã, Anamburucu, Borocô, Nanamburucu (em iorubá: Nanan Buruku) ou Nanã Buruquê é um vodum e orixá da sabedoria e dos pântanos ou Lama. Responsável pelos portais de entrada (reencarnação) e saída (desencarne). Identificada no jogo do merindilogum pelo odu ejilobom e representado materialmente no candomblé através do assentamento sagrado denominado ibá de Nanã.
Nàná Buruku, a Mãe de Mawu e Lissa é representada na cultura Daomeana como a divindade suprema, aquela que impulsionou a existência.
Em outra lenda, conta-se que, na aldeia chefiada por Nanã, quando alguém cometia um crime, era amarrado a uma árvore. Nanã, então, chamava os Eguns para assustá-lo. Ambicionando esse poder, Oxalá foi visitar Nanã e deu-lhe uma poção que fez com que ela se apaixonasse por ele, mas também conta-se que Nanã fazia par com Oxalufã, Oxalá velho. Nanã dividiu o reino com ele, mas proibiu a sua entrada no Jardim dos Eguns. Oxalá então espionou-a e aprendeu o ritual de invocação dos mortos. Depois, disfarçando-se de mulher com as roupas de Nanã, foi ao jardim e ordenou aos Eguns que obedecessem "ao homem que vivia com ela" (ele mesmo). Quando Nanã descobriu o golpe, quis reagir mas, como estava apaixonada, acabou aceitando deixar o poder com o marido. Hoje, no Culto aos egunguns, só os homens são iniciados para invocar os Eguns.
Uma terceira lenda refere que, certa vez, os orixás se reuniram e começaram a discutir qual deles seria o mais importante. A maioria apontava Ogum, considerando que ele é o orixá do ferro, o que deu à humanidade o conhecimento sobre o preparo e uso das armas de guerra, dos instrumentos para agricultura, caça e pesca, e das facas para uso doméstico e ritual. Somente Nanã discordou e, para provar que Ogum não era tão importante assim, torceu com as próprias mãos o pescoço dos animais destinados ao sacrifício em seu ritual. É por isso que os sacrifícios para Nanã não podem ser feitos com instrumentos de metal.
Também conta-se que Nanã era como uma juíza, mas era tendenciosa em ajudar mais as mulheres.

## Na África

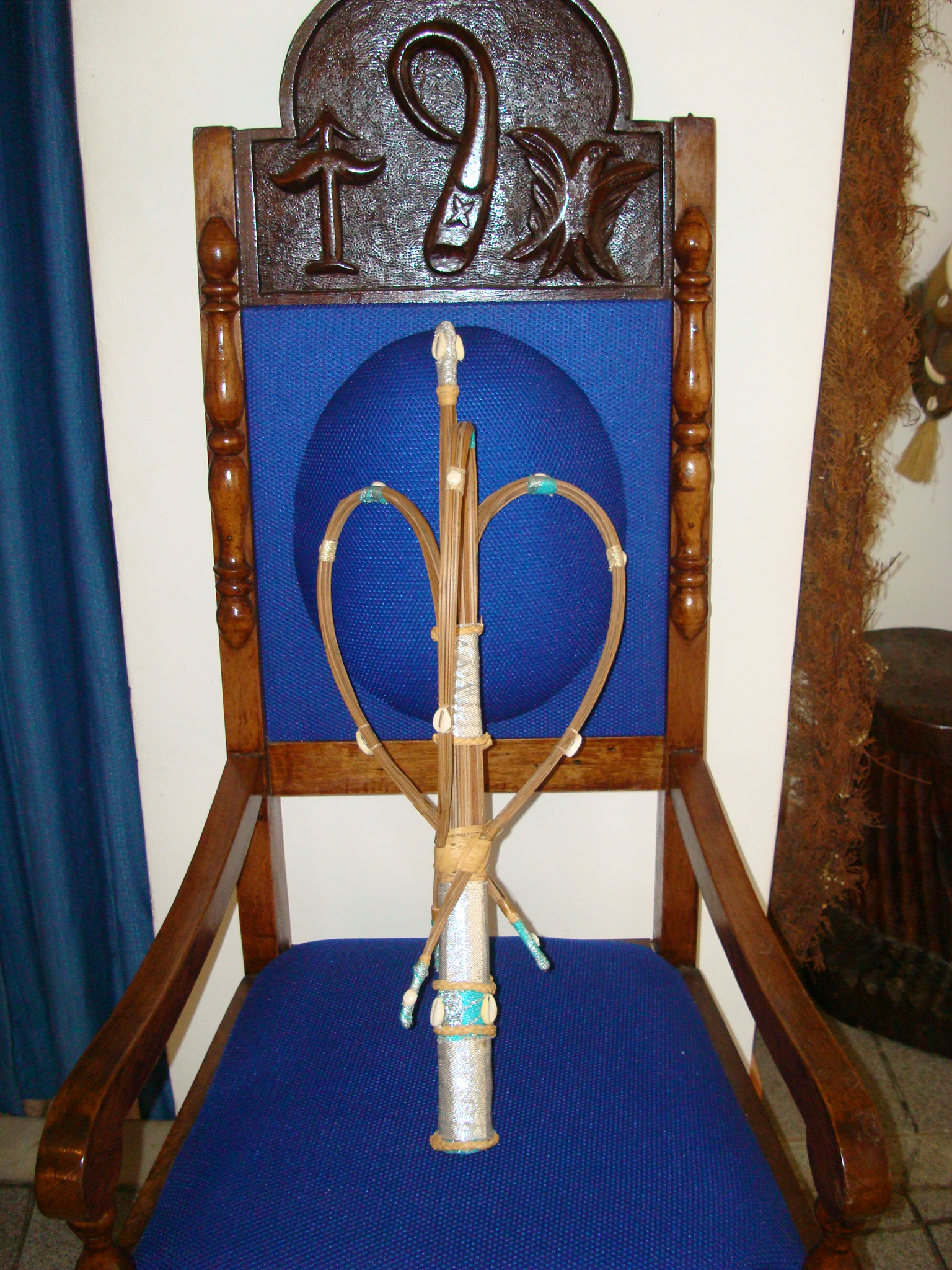
Ibiri, o instrumento de Nanã

Em sua passagem pela Terra, foi a primeira Iabá e a mais vaidosa, em nome da qual desprezou seu filho primogênito com Oxalá, Omolu, por este ter nascido com várias doenças de pele. Não admitindo cuidar de uma criança assim, acabou abandonando-o numa praia. Iemanjá o achou abandonado, quase morrendo e o curou e o criou como se fosse sua mãe, dando-lhe todo o amor e carinho. Sabendo do que Nanã fez, Oxalá condenou-a a ter mais filhos, os quais nasceriam anormais (Oxumarê, Ieuá e Oçânhim), e a expulsou do reino, ordenando-lhe que fosse viver num pântano escuro e sombrio.
Nanã é dona de um cajado, o ibiri. Suas roupas parecem banhadas em sangue. É a orixá das águas paradas. Ela mata de repente, mata uma cabra sem usar faca. É considerada o orixá mais antigo do mundo. Quando Orumilá chegou aqui para frutificar a terra, ela aqui já estava. Nanã desconhece o ferro por se tratar de um orixá da pré-história, anterior à idade do ferro. O termo nanan significa "raiz", aquela que se encontra no centro da terra.
Nanã tornou-se uma das Iabás mais temidas, tanto que, em algumas tribos, quando seu nome era pronunciado, todos se jogavam ao chão. Senhora das doenças cancerígenas, está sempre ao lado do seu filho Omolu. É protetora dos idosos, desabrigados, doentes e deficientes visuais. É um vodum, segundo alguns pesquisadores, originário de Dassa-Zumé. É uma velha divindade das águas. Pierre Verger encontrou um templo de Dassa-Zumé e o sacerdote do seu culto.
A área que abrange seu culto é muito vasta e parece estender-se de leste, além do rio Níger, até a região dos nupés, a oeste, além do rio Volta, nas regiões dos "guang", ao nordeste dos axantes.
Entre os fons e maís, ela é considerada uma divindade hermafrodita, anterior a Mawu e Lissá, aos quais teria dado origem em associação com a "serpente do Universo" Dã. Para os eués e minas, ela é, às vezes, vista como vodum masculino (Nana Densu), esposo da grande mãe das águas Mami Uata.

## No Brasil

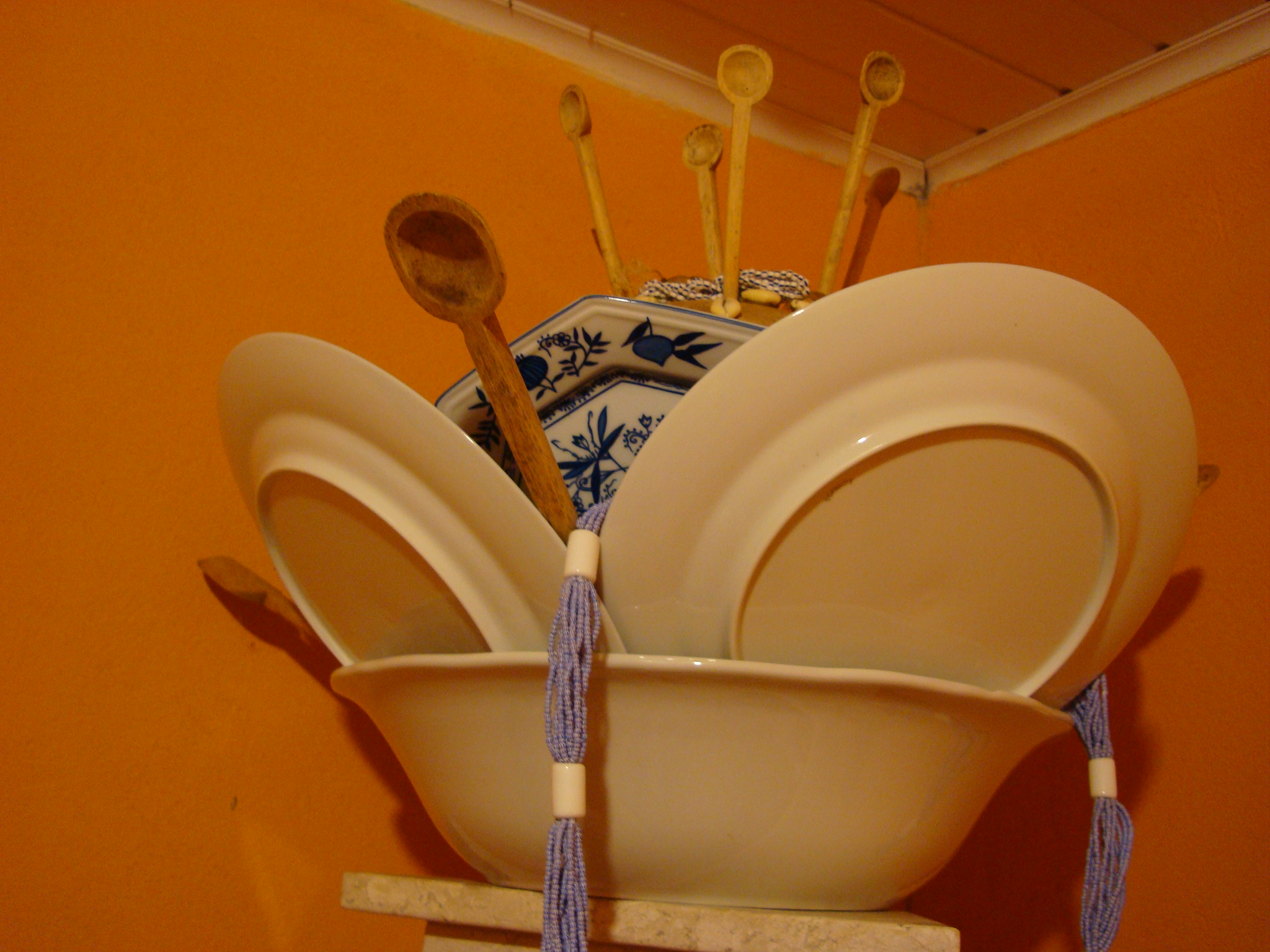
Assentamento de Nanã

Nanã é cultuada no candomblé Jeje como vodum e, no Candomblé Queto como um orixá da chuva, das águas paradas, mangue, pântano, terra molhada, lama e considerada a mãe dos orixás Obaluaiê, Iroco, Oçânhim, Oxumarê e Ieuá. Nanã é chamada carinhosamente de "Avó", por ser usualmente imaginada como uma anciã. É cultuada em todo o Brasil nas religiões afro-brasileiras. Seu emblema é o ibiri, que caracteriza sua relação com os espíritos ancestrais. Como "Mãe-Terra Primordial" dos grãos e dos mortos, Nanã poderia ser equiparada à Titã Gaia.

## Outras leituras
- Charles Spencer King.,"Nature's Ancient Religion" ISBN 978-1-4404-1733-7
- Charles Spencer King, "IFA Y Los Orishas: La Religion Antigua De LA Naturaleza" ISBN 1-4610-2898-1